# Mon phoque et elles
Pour plus de détails, voir Fiche technique et Distribution.
Mon phoque et elles est un film français réalisé par Pierre Billon, sorti en 1951.

## Fiche technique
- Titre : Mon phoque et elles
- Réalisation : Pierre Billon assisté de Carlos Vilardebo
- Scénario et dialogues : Marc-Gilbert Sauvajon, d'après le roman de Charles de Richter
- Décors : René Moulaert
- Photographie : Nicolas Toporkoff
- Montage : Andrée Danis
- Musique : Jean Marion
- Son : Jacques Lebreton
- Société de production : Terra Film
- Société de distribution : C.F.R.
- Pays d production :  France
- Format : Noir et blanc - 1,37:1 - 35 mm - Son mono
- Genre : Comédie
- Durée : 95 minutes (1 h 35)
- Dates de sortie : 
  - France - 23 mars 1951

## Distribution
- Marie Daëms : Gabrielle
- François Périer : François
- Jeanne Fusier-Gir : Mme Pierrat
- Pierre Bertin
- Jacques Dynam : le livreur
- Albert Michel : le poissonnier
- Moira Lister
- Odette Barencey